# Ruine Königstein (Oberösterreich)
Die Ruine Königstein, im Volksmund auch Ecker G’schlössl genannt, ist die Ruine einer Spornburg auf einem Hangsporn hoch über dem Tal des Kösslbaches, dem Kößlgraben, im Gemeindegebiet von Freinberg in Oberösterreich, etwa fünf Kilometer von der Stadt Passau entfernt.

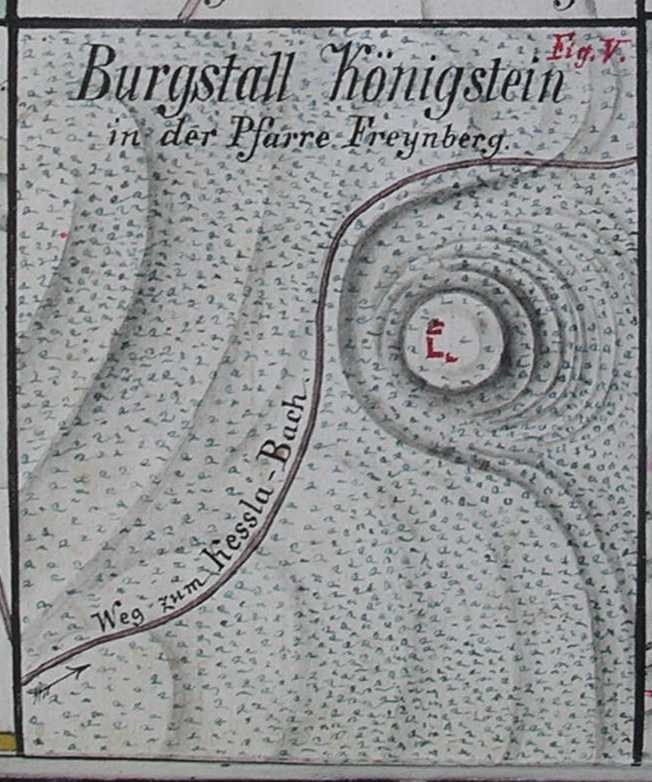
Lageskizze der Burgruine Königstein aus dem Jahre 1885
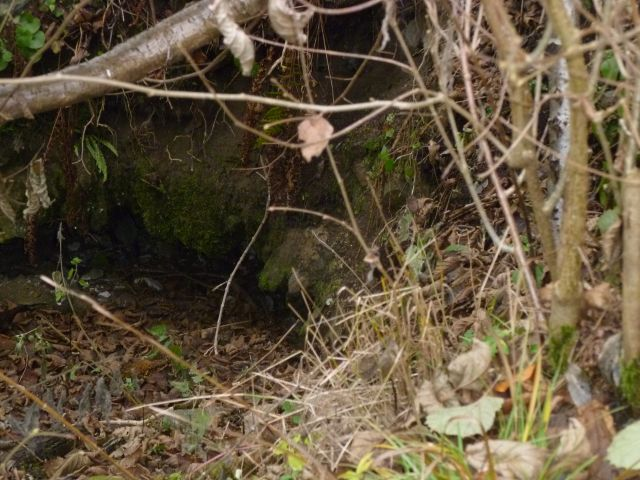
Burgruine Königstein – Turmrest heute
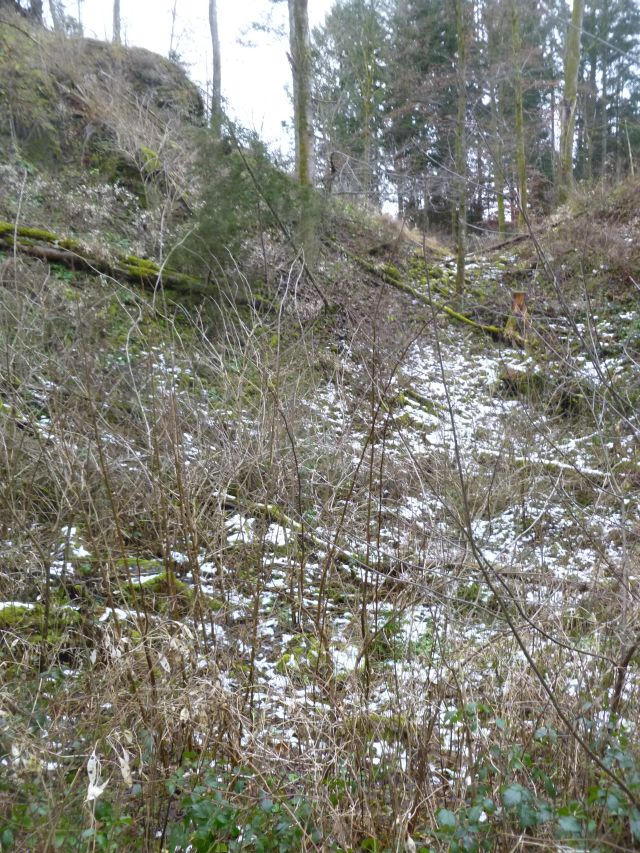
Burgruine Königstein – Halsgraben

## Geschichte
Die Burg Königstein gehört zu den wenigen Wehrbauten, bei denen sowohl das Datum des Baubeginns als auch der Zeitpunkt der Zerstörung bekannt sind. Ihre kurze Geschichte beginnt am Dreikönigstag des Jahres 1410, wovon sich der Sage nach auch der Name Königstein ableitet. Herzog Johann von Holland-Straubing ließ die Burg in unmittelbarer Nähe der Stadt Passau errichten, um die Handelswege in die Stadt besser kontrollieren zu können, eventuell auch zum Schutz gegen die Hussiten. Bereits 1411 kam es zu Streitereien zwischen dem Bischof von Passau und dem Herzog, die aber durch ein Waffenstillstandsabkommen am 20. Juli 1411 zu Neuburg beigelegt wurden. Nach dem Tode des Herzogs Johann wurde Niederbayern geteilt und Ludwig der Gebartete erhielt jenen Teil des Innviertels, der an das Bistum Passau grenzte. Unter dem neuen Besitzer flammten die Kämpfe wieder auf und die Burg Königstein wurde zum Ausgangspunkt von Überfällen auf Passauer Gebiet. Bischof Leonhard von Passau erreichte vom Kaiser Sigismund die Erlaubnis, die Burg zu brechen. Nach einer zuerst vergeblichen Belagerung von Schärding wurde am 27. Juli 1436 durch ein Passauer Heer Königstein nach 7-tägiger Belagerung eingenommen, zerstört und – wie im Friedensvertrag von Regensburg vom 29. Juli 1436 festgehalten – nicht mehr aufgebaut.

## Beschreibung
Von der Ruine sind nur noch wenige Mauerreste erhalten. Der Stumpf des runden Bergfriedes (er wurde in den 1970ern freigelegt) und ein fast bis zur Decke mit Schutt gefüllter Kellerraum sind noch gut erkennbar. Der Bergfried besteht in seinem Kern aus Granitquadern, die außen von Tuffsteinquadern ummantelt sind. Diese mussten von weit her transportiert worden sein, da es im Sauwald kein Tuffsteinvorkommen gibt. Die Mauerstärke erreicht zwei Meter, so dass man die frühere Höhe des Turms, der einen Durchmesser von neun Metern aufweist, auf 15 Meter schätzen kann. Weiters sind im Gelände noch der Halsgraben sowie ein doppeltes Wall-Graben-System um die Burg feststellbar. In der Zwischenzeit ist der Burgplatz wieder so stark überwuchert, so dass kaum noch Reste der ehemaligen Burg zu sehen sind.
Die Ruine wurde auf Initiative der Passauer Heimatfreunde freigelegt, sie ist heute allgemein zugänglich. Da der Weg nicht ausgeschildert ist, ist es aber sehr schwierig, sie zu finden. Wenn man auf der Straße von Freinberg nach Hareth circa zwei Kilometer zurückgelegt hat, sieht man nach einem kleinen Weiler eine Forststraße nach links unten abbiegen. Dieser muss man etwa 1,5 Kilometer folgen und dann zweigt ein schlecht sichtbarer Waldweg nach Nordosten ab. Folgt man diesem, so erreicht man die Ruine nach etwa 500 Meter.